# Tekla Anna Radziwiłłowa
Tekla Anna z Wołłowiczów Radziwiłłowa (ur. 1608, zm. 20 marca 1637 w Białej) – córka podkanclerzego litewskiego Hieronima Wołłowicza i Elżbiety Gosławskiej. Marszałkowa wielka litewska. 9 maja 1623 w Grodnie została żoną Aleksandra Ludwika Radziwiłła, marszałka wielkiego litewskiego. Matka Michała Kazimierza Radziwiłła, podkanclerzego litewskiego. W 1625 ufundowała kaplicę różańcową przy kościele św. Anny.